# Vincent Moon
 (novembre 2016).
Si vous disposez d'ouvrages ou d'articles de référence ou si vous connaissez des sites web de qualité traitant du thème abordé ici, merci de compléter l'article en donnant les références utiles à sa vérifiabilité et en les liant à la section « Notes et références ».
Vincent Moon, de son vrai nom Mathieu Saura, né le 25 août 1979 à Paris, est un réalisateur français indépendant de films musicaux.
Il fut le réalisateur principal des Concerts à Emporter de La Blogothèque de 2006 à 2009, un projet exclusivement pensé pour internet de films musicaux en situation, le plus souvent en extérieur, consacré à la musique indie-rock ainsi qu'à des musiciens plus connus comme R.E.M., Tom Jones ou Arcade Fire. De 2009 à 2013, Moon a parcouru le monde une caméra dans son sac à dos, pour sa collection Petites Planètes, documentant les rituels religieux, la musique sacrée, et les folklores locaux. Il travaille seul ou avec l'unique assistance des populations locales, et la plupart du temps sans argent engagé dans ses projets, en essayant de produire ses films sans suivre les schémas établis de l'industrie cinématographique. Il partage tout son travail, films et enregistrements musicaux, gratuitement sur internet, sous licence Creative Commons.

## Biographie

### Premières Expérimentations (2000-2005)
Grandissant à Paris, Vincent Moon étudie la photographie pendant trois ans à l’Atelier Reflexe de Montreuil, où il fait la connaissance des photographes Michael Ackerman et Antoine d’Agata qui auront une grande influence sur son travail à venir. Travaillant comme photographe à cette période, il prend l’habitude de mettre ses photos en mouvement, projetant son travail sous forme de diaporamas mis en musique. En 2003, il crée le blog photographique Les Nuits de Fiume, documentant la nuit parisienne et principalement ses concerts.
Il crée ses premiers films en 2005, après avoir découvert les travaux des réalisateurs expérimentaux Peter Tscherkassky et Stephen Dwoskin, publiant des films courts mélangeant narration intimiste et expérimentations techniques, du super8 aux caméras de téléphones. Moon développe rapidement une passion pour l’internet et les possibilités d’y publier gratuitement son travail. Se rapprochant de la musique, il rencontre le groupe américain The National à l’un de leurs concerts à Paris, et de leur amitié naitront divers projets, ses photos étant utilisées pour la pochette du troisième album du groupe, Alligator. Il réalise aussi deux clips musicaux pour eux, Daughters of the Soho Riots et Lit Up. À la même période, il initie d’autres projets en lien avec la musique, créant des clips pour Clogs, Sylvain Chauveau et Barzin.

### LesConcerts à Emporter(2006-2009)
En 2006, inspiré par le film Step Across The Border sur le musicien anglais Fred Frith, et poussé par le désir d’enregistrer la musique d’une manière plus créative, il fonde avec Christophe Chryde Abric le projet des Concerts à emporter / Take Away Shows, le podcast vidéo de La Blogothèque. Les Concerts à Emporter sont une série de sessions vidéos improvisées en extérieur avec des musiciens, dans des situations inattendues et publiées gratuitement sur internet. En quatre ans, ils réussissent à filmer plus de 200 vidéos avec des groupes tels que R.E.M., Arcade Fire, Sufjan Stevens, Tom Jones, Beirut, Grizzly Bear, Sigur Ros et bien d’autres, toujours dans le genre de la musique rock et pop, principalement centrée sur les musiciens nord-américains. Vincent Moon y perfectionne son style : une intimité immédiatement reconnaissable, toujours en de longs et dansants cadres, souvent filmé dans une seule prise sans répétition.
Les Concerts à Emporter attirent rapidement une très large audience, le New York Times présentant son impact en écrivant « Vincent Moon a ré-inventé le clip musical ». Une nouvelle génération de jeunes réalisateurs autour du monde reconnaissent l’influence du concept, son approche organique de la musique. Une étude de 2010 a montré que plus de 100 projets filmiques sur le net étaient directement inspirés par les Concerts à Emporter de la Blogothèque.

### Le business musical, dedans/dehors (2007-2010)
À la suite du succès du projet de la Blogothèque, de nombreux artistes plus reconnus demandent à Moon de travailler sur des films plus longs. La plupart de ces projets deviennent de nouvelles explorations sur les relations entre musique et cinéma, et des essais radicaux contre les formats établis des films musicaux.
Après un controversé premier essai avec le format long pour le film-essai A Skin, a Night, jugé trop expérimental par les fans du groupe The National, Moon collabore avec Michael Stipe et R.E.M. sur la publication de leur album Accelerate, en coréalisation avec le réalisateur français Jeremiah. Les résultats explorent les possibilités de la narration digitale avec 6days and 90nights, un film expérimental de 48 minutes utilisant les mêmes images. Des idées que l’on retrouve dans le clip musical Supernatural Superserious, toujours pour R.E.M., qui utilise l’internet d’une façon nouvelle pour l’industrie musicale. Leur collaboration continue avec This is not a show, un film sur les concerts du groupe américain à Dublin à l’été 2007. Les autres projets à l’époque incluent un film de une heure avec le groupe Beirut en collaboration avec La Blogothèque, Cheap Magic Inside (2008, 60 min) - les 12 chansons de leur nouvel album étant filmées dans les rues de Brooklyn, en un unique plan séquence expérimental.
En 2008, Vincent Moon est le principal créateur du film Miroir noir, suivant le groupe The Arcade Fire en tournée. Moon perd la main sur le montage final du film et refuse alors d’être crédité comme réalisateur.
De 2005 à 2009, il filme le festival All Tomorrow's Parties, un festival musical indépendant en Angleterre. Ses images sont utilisées dans le film All Tomorrow's Parties (2009, 90 min) coréalisé par Jonathan Caouette, et reçoit de nombreux éloges de la presse. Vincent Moon publie plus tard gratuitement sur internet une série de sept films expérimentaux sur le festival, sous le titre From ATP.
En novembre 2008, Vincent Moon voyage à Prague pour documenter Havlovi, un couple de musiciens qui ont consacré leur vie à leurs instruments, l’ancienne viole de gambe. Le résultat, Little Blue Nothing (2009, 50 min) a été projeté dans de nombreuses villes autour du monde, et est publié en 2014 en DVD série limitée.
Vincent Moon et le violoncelliste Gaspar Claus embarquent pour Tokyo en mars 2009, pour aller filmer le poète, musicien et peintre Kazuki Tomokawa. Le film La Faute des fleurs qui en résulte remporte le prix Sound & Vision au festival du film documentaire CPH Dox au Danemark.
En avril 2009, il organise et enregistre un concert de la chanteuse Lhasa de Sela à Montréal, pour promouvoir son nouvel album. Ce concert est le dernier de Lhasa au Canada, la chanteuse disparaissant quelques mois plus tard. Ces films ont été publiés en ligne depuis. Plus tard, ce même mois, Moon travaille avec les écossais de Mogwai, un groupe de post-rock, et enregistre leur performance à New York. Burning, un film de 50 minutes sur ce concert, coréalisé par Nathanael Le Scouarnec.
Durant l’année 2009, Moon commence à explorer d’autres approches de la musique, s’éloignant des Concerts à Emporter et crée son propre blog Les Nuits de Fiume, où il commence à écrire des idées sur les médias, la culture et la création au XXIe siècle.
Son dernier projet dans le champ de la musique rock est An Island, enregistré en août 2010 avec le groupe danois Efterklang sur leur île de Als. Le film est publié exclusivement sur internet en janvier 2011, développant une nouvelle méthode de distribution de films appelée private-public screenings - les personnes qui souhaitent voir le film doivent organiser leur propre projection. Le succès massif de l’opération (plus de 1 100 projections dans le monde entier) crée un nouveau concept pour le cinéma sur internet[réf. nécessaire].

### Exploration du monde sonore (2009-2013)
En Décembre 2008, Vincent Moon quitte Paris et laisse la plupart de son travail derrière lui pour explorer de nouveaux horizons. Il s’éloigne de la Blogothèque assez rapidement, même s'il continue à contribuer de temps à autre avec quelques films, et il décide de commencer son nouveau label nomade: la collection Petites Planètes. Avec ce nouveau projet, il explore et enregistre la musique traditionnelle, les rituels religieux, les relations entre musique et transe sur les cinq continents. Ces films d’« ethnographie expérimentale » marquent un clair écart avec son travail précédent sur les scènes alternative et indie.
La collection Petites Planètes est entièrement financée via des donations sur son site web, et grâce aux projections et ateliers donné à travers le monde. Rejetant le professionnalisme traditionnel en faveur d’une amateurisme du XXIe siècle, Moon collabore avec des créateurs locaux et de jeunes talents dans le monde entier, questionnant infatigablement les normes établies de la représentation visuelle de l’« autre »[réf. nécessaire].

### Vers le Sacré (2014…)
Au tournant de l’année 2014, après cinq ans de voyages, Vincent Moon change sa façon de vivre et de travailler pour explorer plus profondément un sujet: le renouveau du sacré dans notre génération. Son premier projet est une aventure multimédia et un long-métrage Hibridos, qu'il réalise avec l'exploratrice et cinéaste Priscilla Telmon, tourné au Brésil, et explorant les diverses religions dans le pays, des croyances afro-brésiliennes jusqu’aux cultes syncrétiques plus récents, tissant une idée complexe sur la place des humains et des esprits parmi le rythme accéléré du monde d’aujourd’hui. Ensemble ils créent la maison de production Petites Planètes,, collaborant en tant que cinéastes indépendants et explorateurs sonores.

## Filmographie

### Acteur

#### Courts-métrages
- 2014 : Valse à trois

### Directeur de la photographie

#### Cinéma
- 2009 : All Tomorrow's Parties
- 2009 : Little Blue Nothing
- 2010 : A Temporary Area in Athens
- 2010 : Temporary Valparaíso
- 2011 : An Island
- 2014 : From ATP: From Pain and Pleasure

#### Courts-métrages
- 2014 : From ATP: From Ghosts
- 2014 : From ATP: From God
- 2014 : From ATP: From Midden
- 2014 : From ATP: From Smoke

#### Télévision

##### Séries télévisées
- 2006 : A Take Away Show

##### Téléfilms
- 2010 : Far East Bends

### Réalisateur

#### Cinéma
- 2009 : Little Blue Nothing
- 2009 : This Is Not a Show: Live at the Olympia in Dublin
- 2010 : A Temporary Area in Athens
- 2010 : La faute des fleurs: A Portrait of Kazuki Tomokawa
- 2010 : Temporary Valparaíso
- 2011 : An Island
- 2011 : Cheap Magic Inside
- 2011 : Esperando el Tsunami
- 2014 : From ATP: From Pain and Pleasure

#### Courts-métrages
- 2014 : Boomtown Babylon
- 2014 : From ATP: From Ghosts
- 2014 : From ATP: From God
- 2014 : From ATP: From Midden
- 2014 : From ATP: From Smoke
- 2015 : Kang e Defa: Female Rhapsody in Kosova

#### Télévision

##### Série télévisée
- 2006 : A Take Away Show

### Monteur

#### Cinéma
- 2011 : An Island

#### Télévision

##### Séries télévisées
- 2006 : A Take Away Show

### Producteur

#### Cinéma
- 2010 : Temporary Valparaíso
- 2011 : Esperando el Tsunami

### Scénariste

#### Cinéma
- 2011 : Esperando el Tsunami

#### Courts-métrages
- 2014 : Valse à trois